# نادي نفط الوسط
نادي نفط الوسط الرياضي هو أحد الأندية الرياضية في العراق، تأسس عام 2008 ومقره في مدينة النجف. حقق نفط الوسط لقب الدوري مرة واحدة فقط، وقد هبط في موسم 24/2023 من دوري نجوم العراق إلى الدوري العراقي الممتاز.
أبرز إنجازات الفريق هو الفوز ببطولة دوري أندية العراق 2014/2015. 